# 漢普頓 (新罕布什爾州普查規定居民點)
漢普頓（英語：Hampton）是位於美國新罕布什爾州羅京安縣的普查規定居民點。

## 人口
根據2020年美國人口普查的數據，漢普頓的面積為14.35平方千米，當中陸地面積為14.10平方千米，而水域面積為0.25平方千米。當地共有人口9597人，而人口密度為每平方千米668.78人。